# Niedersoultzbach
Niedersoultzbach é uma comuna francesa na região administrativa de Grande Leste, no departamento Baixo Reno. Estende-se por uma área de 4,22 km². Em 2010 a comuna tinha 293 habitantes (densidade: 69,4 hab./km²).